# Max Hoeflich
Max Tom Hoeflich (22 dicembre 1984) è un calciatore samoano, attaccante del Kiwi.

## Carriera

### Nazionale
Ha debuttato in Nazionale il 3 settembre 2007, in Samoa-Isole Salomone (0-3). Ha partecipato, con la Nazionale, alla Coppa delle nazioni oceaniane 2012. Ha collezionato in totale, con la maglia della Nazionale, 4 presenze.